# アイラッシュカーラー

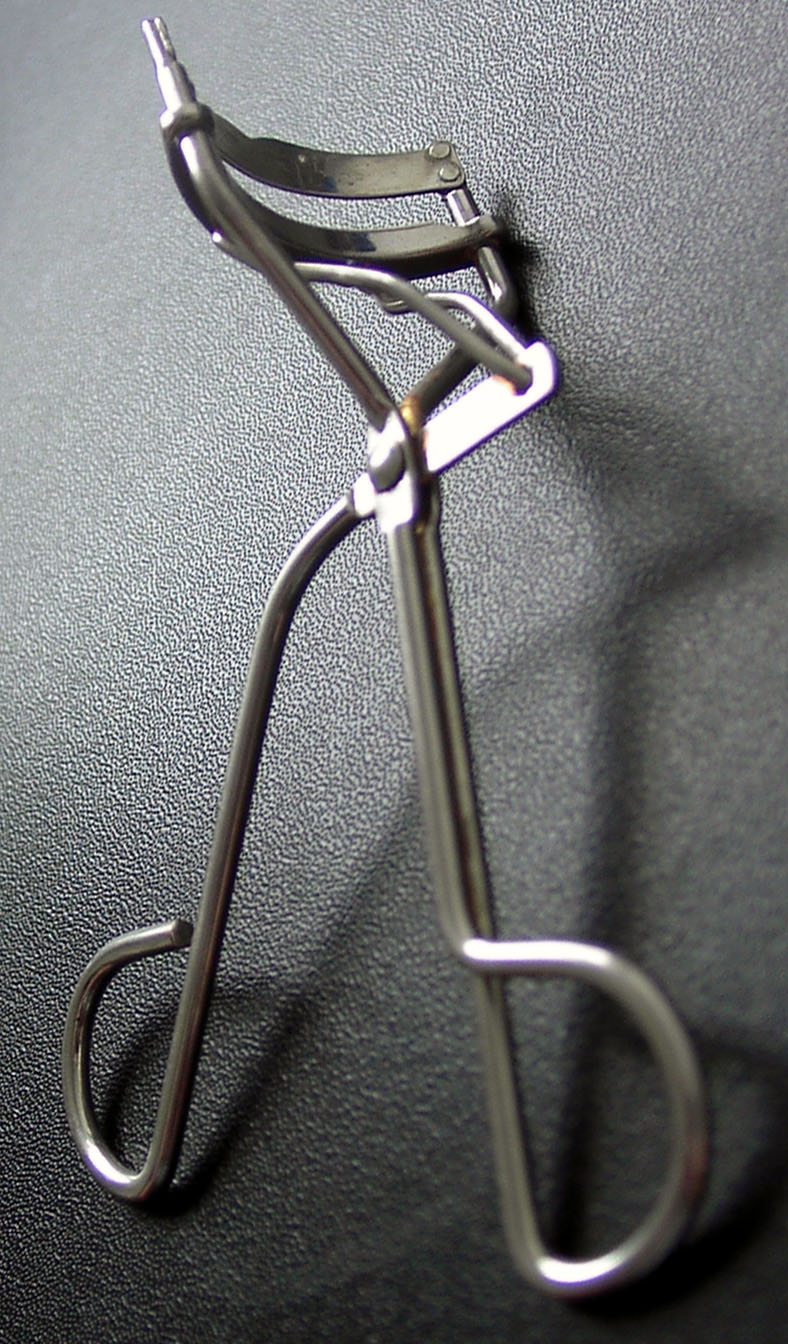
アイラッシュカーラー

アイラッシュカーラー（英: eyelash curler）とは、まつげを挟んで上向きにそらせる化粧具のことである。日本では使用者の間で「ビューラー」という名称があたかも普通名称のごとく用いられているが、これはあくまで商標名である。
上まつげの根元をゴム（シリコン）で挟む（はさむ）ことで上に反ったくせをつける、つまりカールさせるために用いる。それによって、あたかも目がぱっちりとしているかのような印象を見る人に与える、という目的で用いられている。下まつ毛用のもの、部分用で幅が小さいもの、電熱線が入っていてまつ毛に熱を与えてより強くカールさせることができる製品などもある。

## 歴史

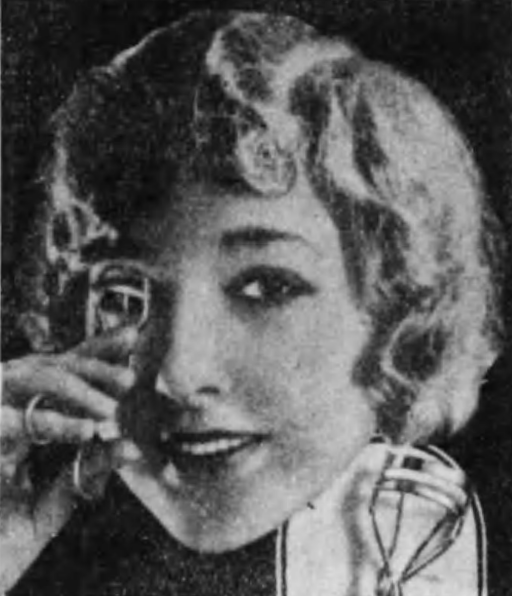
1920年代の広告

考案者は諸説あり、英米において、1923年、1931年、1940年の特許が出されている。日本ではハリウッド美容室の初代メイ牛山による1928年の著書に「カーラッシュ」の名で紹介されており、すでにこの時点で「日本でも使用者がだいぶいる」と書いている。カーラッシュはアイラッシュカーラーを販売していたロチェスター (ニューヨーク州)の「カーラッシュ・カンパニー」のことと思われ、同社のen:William Beldueはアイラッシュカーラーの考案者の一人とされている。

## 日本製品
1930年に啓芳堂製薬株式会社が睫毛カール器を実用新案として、「ビウラ」の商標で、登録した。同社は戦後焼け出された際に、残った商品を商権とともに化粧品会社に売却した。その当時の製造元は、後述の沼澤製作所。
世界的に流通しているアイラッシュカーラーの商品パッケージに記載されているブランド名としては、例えば「資生堂」「シュウウエムラ」等々が知られているが、その実際の製造者については、埼玉県八潮市の沼澤製作所が製造したものが年間製造数200万個で、日本でのシェア 70%、世界での推定シェア 30%とされる（世界最大）。つまりアイラッシュカーラーの7割なり3割は、沼澤製作所がOEM生産し各化粧品会社に供給しているものである。